# Theodoxus subterrelictus
Theodoxus subterrelictus is een slakkensoort uit de familie van de Neritidae. De wetenschappelijke naam van de soort is voor het eerst geldig gepubliceerd in 1963 door Schutt.